# Kooyong
Kooyong är en stadsdel i kommunen Stonnington i Australien. Den ligger i delstaten Victoria, omkring 17 kilometer sydost om delstatshuvudstaden Melbourne. Antalet invånare är 803.
Trakten är tätbefolkad. Närmaste större samhälle är Melbourne, omkring 17 kilometer nordväst om Kooyong. 
Genomsnittlig årsnederbörd är 1 251 millimeter. Den regnigaste månaden är maj, med i genomsnitt 154 mm nederbörd, och den torraste är januari, med 51 mm nederbörd.